# 武藏野音樂大學
武藏野音樂大學（日語：むさしのおんがくだいがく），是1949年創立於東京都練馬區的私立大學，其创建者为福井直秋。

## 沿革
- 1929年，武藏野音樂學校設立。
- 1949年，武藏野音樂大學設立。
- 1964年，武藏野音樂大學大學院設立、武藏野音樂大學附屬音樂教室（現・武藏野音樂大學附屬江古田音樂教室）開設。
- 1967年，武藏野音樂大學樂器博物館開設。
- 1971年，入間校區開設。
- 1972年，武藏野音樂大學武藏野幼稚園設置。
- 1973年，武藏野高等學校音樂科（現・武藏野音樂大學附屬高等學校音樂科）設立。

## 關連項目
- 神童 (電影) - 外景地之一。

## 著名校友
- 吉川雅夫
- 野口道子
- 呂炳川
- 辜林瑞慧

## 外部連結
- 武藏野音樂大學 （页面存档备份，存于）（日語）